# Gøsta Esping-Andersen
Gøsta Esping-Andersen (født 24. november 1947) er en dansk sociolog og politolog. Hans primære fokus er på velfærdsstaten og dens position i kapitalistiske økonomier. Esping-Andersen er professor ved Pompeu Fabra Universitet i Barcelona, Spanien og medlem af det videnskabelige udvalg for Juan March Institute (Madrid). 
Han arbejder mest inden for områderne komparative velfærdsstatsstudier, social ulighed, mobilitet, beskæftigelse, arbejdsmarkedsforhold og socialpolitik og har ud over sit professorat været rådgiver for bl.a. Verdensbanken, OECD og EU.

## Største værker
Hans store og mest indflydelsesrige bog med navnet The Three Worlds of Welfare Capitalism blev udgivet i 1990. Bogen opridsede tre hovedtyper af velfærdsstater indenfor hvilke moderne kapitalistiske ilande befinder sig: 
- Liberale
- Konservative
- Socialdemokratiske.

De traditionelle eksempler på de tre typer af velfærdsstater er USA (liberal), Tyskland (konservativ) og Sverige (socialdemokratisk). 